# Brachylomia stricta
Brachylomia stricta är en fjärilsart som beskrevs av Eugen Johann Christoph Esper 1787. Brachylomia stricta ingår i släktet Brachylomia och familjen nattflyn. Inga underarter finns listade i Catalogue of Life.